# 友井久美子
友井 久美子（ともい くみこ、女性。1958年10月11日 - ）は、日本のシンガーソングライター。作詞家。

## 人物・来歴
1977年の第14回ヤマハポピュラーソングコンテスト（ポプコン）に、自作曲「別れのメッセージ」で出場し川上賞を受賞。
翌1978年にも、自作の「うらぶれた都会に」を歌い同コンテストに出場している。
1980年には、シングル「サムデイ」で日本フォノグラムより歌手デビュー。自身の作品としてはシングル、アルバム共に1枚ずつの発売に留まっており、その後の活動は作詞家として他の歌手への作品提供が主となる。
2022年12月14日には、豪華ミュージシャンが参加して制作された唯一のアルバム『Kumiko Tomoi』の初CD化が実現され、ユニバーサルミュージックの "CITY POP Selections" シリーズの1枚として発売された。

## 作品
- シングル「サムデイ」(1980年)

1. サムデイ
作詞・作曲：友井久美子 / 編曲：山木幸三郎
2. ちぎれ雲
作詞・作曲：友井久美子 / 編曲：井上鑑

- アルバム『Kumiko Tomoi』(1980年3月25日発売)

全曲 作詞・作曲：友井久美子 / 編曲: 山木幸三郎
（LPでは1〜5までがA面、6〜10までがB面。）
〈収録曲〉
1. LOVE SONG
2. 夢の終わりに
3. LONELY BOY
4. ちぎれ雲 (アルバムヴァージョン)
5. つかの間の幸せに
6. 浮気なあたし
7. やさしく抱いてあげる
8. SOMEDAY（サムデイ）
9. 夜間飛行
10. 夜のシーサイド・パーク

## 主な提供作品
石川ひとみ
- 「あなたの天使」（アルバム『ジュ・テーム』1982年）

作曲：西島三重子 / 編曲：若草恵
太田貴子
- 「天使のミラクル」（シングル・1985年）

作曲：織田哲郎 / 編曲: 難波正司
- 「あなたに一番効く薬」（「天使のミラクル」B面）

作曲：松田良 / 編曲: 難波正司
- 「ガールズ・トーク」（シングル「ハートのSEASON」B面・1985年）

作曲：尾関裕司 / 編曲: 難波正司
柏原芳恵
- 「夕凪海岸」（アルバム『夢模様』1983年）

作曲：藤田久美子 / 編曲：飛澤宏元
加山雄三
- 「明日の海」（シングル・1983年）

作曲：弾厚作
雅夢
- 「河にそって歩こうか」（シングル「夕映えよ心の鳩を抱け」B面・1983年）

作曲：三浦和人 / 編曲：瀬尾一三　
きゃんきゃん
（特記以外、作曲・編曲：都倉俊一）
- 「あなたのサマーギャル」（シングル・1982年）
- 「思い出のラスト・サマー」（「あなたのサマーギャル」B面）
- 「涙のC・Cガール」（シングル・1982年）
- 「月影のラブレター」（「涙のC・Cガール」B面）
- 「悪魔にハートじかけ」（アルバム『きゃんきゃん コンプリート・ベスト』）
- 「Water Color Season」（アルバム『きゃんきゃん コンプリート・ベスト』）
- 「Please Mr.Postman」（アルバム『きゃんきゃん コンプリート・ベスト』）
- 「チャンスは三度」（アルバム『きゃんきゃん コンプリート・ベスト』）
- 「センチメンタル・ツーリング」（アルバム『きゃんきゃん コンプリート・ベスト』）
- 「気まぐれ指数」（アルバム『きゃんきゃん コンプリート・ベスト』）
- 「迷うルージュの色」（シングル・1983年）

作曲：渡辺敬之 / 編曲：松井忠重
- 「泣いてシンデレラ」（「迷うルージュの色」B面）

作曲・編曲：松井忠重
小柳ルミ子
- 「愛色夢紀行」（シングル「お久しぶりね」B面・1983年）

作曲：杉本真人 / 編曲：梅垣達志
志村香
- 「夢色NIGHT DOLL」(シングル「危険がいっぱい」B面・1986年)

作曲：小森田実 / 編曲：新川博
- 「潮風のオルゴール」(アルバム『FLAVOR』1985年)

作曲：小森田実 / 編曲：新川博
- 「夕焼け物語」(アルバム『FLAVOR』1985年)

作曲：小森田実 / 編曲：佐藤準
高橋由美子
- 「晴れのち曇りのち晴れ」（シングル・1993年）

作曲：本島一弥 / 編曲：岩本正樹
原真祐美
- 「決心」（デビューシングル・1983年）

作曲・編曲：都倉俊一
- 「ときめきING」（「決心」B面）

作曲・編曲：都倉俊一　
ビビアン・スー
- 「くちびるの神話」（シングル・1995年）

作曲：松本俊明 / 編曲：福岡ユタカ
- 「一千一秒の秘密」（「くちびるの神話」B面）

作曲：中西圭三 / 編曲：福岡ユタカ
- 「共犯者」（シングル・1996年）

作曲・編曲：増本直樹
- 「100カラットの涙」（「共犯者」B面）

作曲・編曲：増本直樹
- 「月影で抱きしめて」（アルバム『天使・想(Xiang)』1996年）

作曲：松本俊明 / 編曲：福岡ユタカ
- 「ついてゆきたい」（アルバム『天使・想(Xiang)』1996年）

作曲：中西圭三 / 編曲：伊藤真太郎
南野陽子
- 「Misty Eyes」（アルバム『Diamond Smile』1992年）

作曲：都倉俊一 / 編曲：萩田光雄
森川美穂
- 「雨模様」（シングル「サーフサイド・ブリーズ～真夏の風」B面・1986年）

作曲：小森田実 / 編曲：瀬尾一三

## 参考資料
- 友井久美子作詞の歌詞一覧リスト 歌ネット
- 友井久美子の作詞・作曲・編曲歌詞一覧 UtaTen
- Idol.ne.jp | 70-80年代アイドル・芸能・サブカル考察サイト